# Stefano Incerti
Stefano Incerti (Napoli, 25 luglio 1965) è un regista e sceneggiatore italiano.

## Biografia
Dopo aver seguito gli studi scientifici, si interessa al mondo del cinema e del teatro, molto fiorente nella sua Napoli. Inizia con la produzione di cortometraggi in super8 fra il 1978 e il 1984. Nel 1989 si laurea in Giurisprudenza a Napoli e si trasferisce quindi a Roma per aumentare le sue possibilità di inserimento nel mondo artistico. Qui inizia a collaborare con diversi registi sia nel campo cinematografico che teatrale. Fra questi si può citare Enzo Decaro che lo prende come aiuto regista per i film Peter Pan (1989) e Ladri di futuro (1990).
Nel 1991 stringe un rapporto di collaborazione con il regista napoletano Mario Martone e collabora con lui ai film Morte di un matematico napoletano e Rasoi. Con lo stesso Martone inizia poi una collaborazione teatrale per la messa in scena del dramma Riccardo II di William Shakespeare.
Nel 1995 con il suo esordio Il verificatore vince il David di Donatello e il Globo d`oro come miglior regista esordiente e la Grolla d`oro come miglior regista. Partecipa alla Mostra del Cinema di Venezia e ai festival di San Sebastián, Londra, Rotterdam, Göteborg, Salonicco, Mannheim-Heidelberg.
Il 1999 è l'anno di Prima del tramonto in concorso al Festival di Locarno. Nel 2003 dirige il film dal cast stellare La vita come viene con Stefania Sandrelli, Stefania Rocca, Valeria Bruni Tedeschi, Alessandro Haber, Daniele Liotti, Claudio Santamaria e Tony Musante.
Sempre del 2003 è Stessa rabbia, stessa primavera, documentario su Marco Bellocchio realizzato durante la lavorazione di Buongiorno, notte, che sarà presentato alla Mostra del Cinema di Venezia. Nel 2007 L'uomo di vetro sul primo pentito di mafia Leonardo Vitale con David Coco, Tony Sperandeo e Anna Bonaiuto.
Complici del silenzio con Alessio Boni, Giuseppe Battiston, Florencia Raggi, Jorge Marrale è del 2009. Ambientato in Argentina nel 1978 durante la dittatura di Videla. Il film è dichiarato di interesse nella promozione e difesa dei diritti umani dal governo della città di Buenos Aires.
Nel 2010 con Gorbaciof scritto con Diego De Silva torna alla Mostra del Cinema di Venezia. La storia del cassiere del carcere di Poggioreale che si rovina per proteggere la giovane cinese con un notevole Toni Servillo viene presentata anche al Toronto Film Festival (nella più prestigiosa sezione Special Presentations) e viene venduto in tutto il mondo. Circa 15 paesi, più televisioni e alcune compagnie aeree.
Tra i festival cui ha partecipato:
- Festival di Annecy. Serata d'onore. Premio Sergio Leone
- Festival di Bastia. Miglior interpretazione maschile
- Festival del Film d'amore di Mons. Premio Speciale della Giuria e Miglior interprete maschile

Dal 2011, insegna cinematografia nel corso di Primo Livello "Fotografia, Cinema, Televisione" e nel corso di secondo livello di "Cinema" presso l'Accademia di Belle Arti di Napoli. Nel 2017 ha diretto La parrucchiera commedia partenopea con Pina Turco, Lucianna De Falco, Stefania Zambrano, Cristina Donadio, Massimiliano Gallo, Tony Tammaro, Arturo Muselli, Francesco Borragine e Giorgio Pinto, distribuito da Good Films.
Il 19 febbraio 2020 si dimette dalla carica di docente, presso l'Accademia di Belle Arti di Napoli, dopo le testimonianze di diverse ragazze che l'accusavano di averle molestate sessualmente, e di altre che l'accusavano di ricattarle per aver rifiutato le sue avances, abusando del proprio ruolo.

## Filmografia

### Cortometraggi
- Secolo decimo primo (1980)
- Persecuzione (1982)
- Il rubino (1983)
- Rapidi movimenti d'occhi (1984)
- L'uomo di carta (1996)

### Lungometraggi
- Il verificatore (1995)
- Il diavolo in bottiglia, episodio del film I vesuviani (1997)
- Prima del tramonto (1999)
- La vita come viene (2003)
- Stessa rabbia, stessa primavera - Documentario (2003)
- L'uomo di vetro (2007)
- Complici del silenzio (2009)
- Gorbaciof (2010)
- Neve (2014)
- La parrucchiera (2017)

### Televisione
- Ritratti d'autore: Francesco Rosi - documentario (1996)

## Riconoscimenti

### Premi cinematografici
- David di Donatello
  - 1996 – Miglior regista esordiente per Il verificatore

- Nastro d'argento
  - 2011 – Candidatura Miglior attore non protagonista per Gorbaciof

- Globo d'oro
  - 1996 – Miglior regista per Il verificatore

- Grolla d'oro
  - 1996 – Miglior regista per Il verificatore

- Festival di Annecy
  - 1995 – Premio speciale della giuria per Il verificatore
  - 1999 – Gran premio per Prima del tramonto
  - 2007 – Miglior interpretazione maschile per L'uomo di vetro

- Mannheim-Heidelberg Filmfestival
  - 1995 – Gran premio della giuria per Il verificatore

- Premio Efebo d'oro
  - 2007 – L'uomo di vetro

- Premio Sergio Leone
  - 2007 – L'uomo di vetro

- Festival di Bastia
  - 2007 – Miglior film e miglior interpretazione maschile per L'uomo di vetro

- Premio Cinecittà Holding
  - 2007 – Miglior montaggio per L'uomo di vetro

- Festival di Toulose
  - 2007 – Premio del pubblico per L'uomo di vetro

- Les Rencontres du cinéma Italien
  - 2011 – Miglior interpretazione maschile per Gorbaciof

- Festival di Malaga
  - 2009 – Premio del pubblico, miglior film e miglior interprete per Complici del silenzio

- Premio Flaiano
  - 2009 – Complici del silenzio

- Festival di Bastia
  - 2010 – Miglior interpretazione maschile per Gorbaciof

- Festival international du film d'amour de Mons
  - 2011 – Premio speciale della giuria e miglior interpretazione maschile per Gorbaciof